# Col de la Pierre du Moëllé
Col de la Pierre du Moëllé är ett bergspass i Schweiz. Det ligger i distriktet Aigle och kantonen Vaud, i den sydvästra delen av landet, 70 km söder om huvudstaden Bern. Col de la Pierre du Moëllé ligger 1 661 meter över havet.